# Federico Sansonetti
Federico Sansonetti Anker (Montevideo, 6 de novembre de 1986) és un tennista professional uruguaià.

## Final dels Torneigs ATP

### Finalista (2)
| Llegenda           |
| ITF Sèries Futures |

| No. | Data       | Torneig       | Superfície | Oponent a la final | Puntuació a la final |
| 1.  | 06.10.2008 | Xile F1, Xile | Argila     | Jorge Aguilar      | 2–6, 1–6             |
| 2.  | 13.10.2008 | Xile F2, Xile | Argila     | Jorge Aguilar      | 2–6, 2–6             |